# Pullmantur Cruises
A Pullmantur Cruises é uma empresa espanhola operadora de cruzeiros.

## História

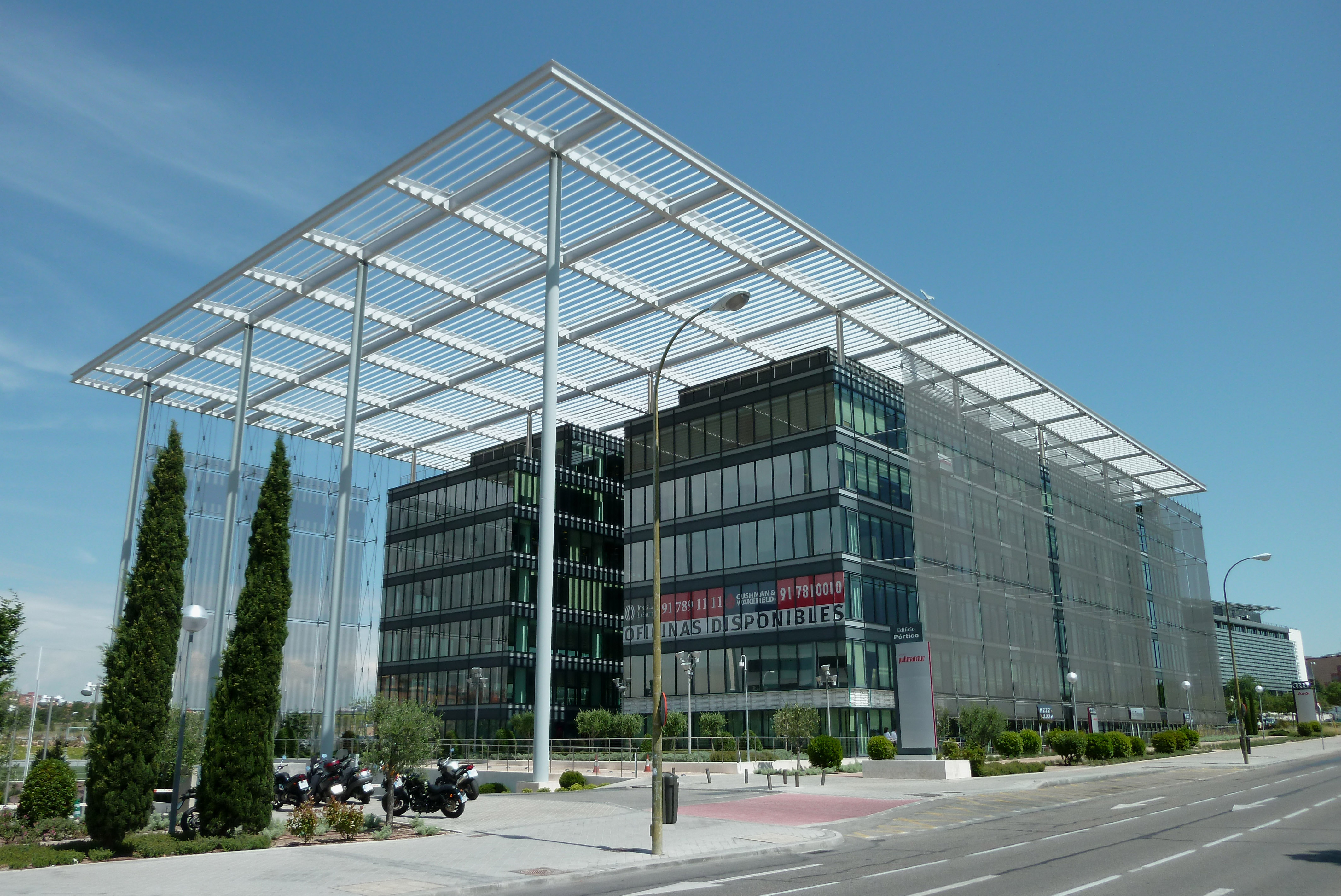
Antiga sede da Pullmantur em Madrid

Iniciou as suas operações no início dos anos 90, locando seus navios para a operadora de viagens Pullmantur.
Durante o período de inverno europeu a maioria dos navios da Pullmantur Cruises navegam pela costa do Brasil, locados para a empresa de turismo brasileiro CVC.  Em 2006 a empresa foi adquirida pela Royal Caribbean Cruises.